# 7703 Jimcooney
7703 Jimcooney eller 1991 RW är en asteroid i huvudbältet som upptäcktes den 7 september 1991 av den amerikanska astronomen Eleanor F. Helin vid Palomarobservatoriet. Den är uppkallad efter James “Jim” Cooney.
Asteroiden har en diameter på ungefär 7 kilometer.